# Olympic Toán học châu Á - Thái Bình Dương APMO
Olympic Toán châu Á - Thái Bình Dương (tiếng Anh: Asian Pacific Math Olympiad, viết tắt APMO) từ năm 1989 là một cuộc thi toán dành cho học sinh trung học phổ thông các quốc gia thuộc vành đai Thái Bình Dương. Hoa Kỳ cũng tham gia kỳ thi này. Hàng năm, APMO được tổ chức vào buổi chiều ngày thứ Hai thứ hai của tháng 3 cho các nước Bắc Mỹ và Nam Mỹ, và vào buổi sáng ngày thứ Ba thứ hai của tháng 3 cho các nước Tây Thái Bình Dương và châu Á.

## Mục đích kỳ thi APMO
- Phát hiện, khuyến khích và thử thách thức các học sinh trung học có năng khiếu toán học ở tất cả các nước thuộc vành đai Thái Bình Dương
- Bồi dưỡng quan hệ hữu nghị và hợp tác quốc tế giữa học sinh và giáo viên ở khu vực vành đai Thái Bình Dương
- Tạo cơ hội trao đổi thông tin về syllabi trường và thực hành khắp khu vực Thái Bình Dương
- Khuyến khích, hỗ trợ liên kết toán học với các hoạt động Olympic, không chỉ ở các nước tham gia APMO, mà còn ở các nước thuộc vành đai Thái Bình Dương

## Nội dung thi
Cuộc thi gồm bốn giờ thi viết. Đề thi gồm năm câu hỏi có độ khó thay đổi, mỗi câu tối đa 7 điểm.

## Đối tượng dự thi
Thí sinh phải là người chưa chính thức ghi danh học tại một trường đại học (hoặc cơ sở giáo dục sau trung học tương đương). Thí sinh phải ít hơn 20 tuổi tính đến ngày 1 tháng 7 vào năm cuộc thi được tổ chức.

## Quốc gia & vùng lãnh thổ là thành viên APMO hiện nay (năm 2010)
| - Argentina - Australia - Bangladesh - Campuchia - Canada - Chile - Colombia - Costa Rica - Ecuador | - El Salvador - Hồng Kông - Indonesia - Nhật Bản - Kazakhstan - Hàn Quốc - Kyrgyzstan - Malaysia - México | - New Zealand - Pakistan - Panama - Peru - Philippines - Puerto Rico - Qatar - Nga (phần thuộc châu Á) - Singapore | - Sri Lanka - Đài Loan - Tajikistan - Thái Lan - Trinidad và Tobago - Turkmenistan - Hoa Kỳ |

## Các quốc gia quan sát viên APMO
- Honduras
- Nam Phi
- Thổ Nhĩ Kỳ
- Uruguay